# Enrique José O’Donnell
Enrique José O’Donnell y Anethen, Conde de La Bisbal (* 1769 in Spanien; † 17. Mai 1834 in Montpellier) war ein spanischer General.

## Leben
O’Donnell entstammte der irischen Adelsfamilie O’Donell von Tyrconell, die nach der für die katholischen Iren verhängnisvollen Schlacht am Boyne von 1689 ins Exil gegangen war. Sein Vater war Joseph O’Donnell (1722–1787), Oberst im spanischen Regiment Irlanda und zuletzt  Generalleutnant der spanischen Armee, seine Mutter war Mariana de Anethan.
Enrique José trat jung in die spanische Garde ein und nahm am Krieg Spaniens gegen die Franzosen 1795 teil. Im spanischen Insurrektionskrieg gegen Napoleon Bonaparte 1810 stieg er zum General auf und erhielt den Oberbefehl in Katalonien. Durch einen Sieg bei La Bisbal am 14. September 1810 erwarb er sich den Titel eines Grafen von La Bisbal, wurde aber dann mehrmals geschlagen, so am 23. April bei Levido und am 20. Februar 1811 bei Vic. Im Streit mit der Cortes wurde er Anfang 1814 inhaftiert.
Nach Ferdinands VII. Wiedereinsetzung zum Generalkapitän von Andalusien ernannt, befehligte er 1815 die Observationsarmee an der französischen Grenze und wurde 1818 Gouverneur von Cádiz. Beim Einbruch der Franzosen 1823 gewann er mit einem zur Unterstützung des Generals O’Daly abgeschickten Korps einige Vorteile und übernahm dann das Kommando der ersten Reservearmee, welche Madrid zu decken bestimmt war. In dieser Stellung benahm er sich so zweideutig, dass seine eigenen Truppen ihn zur Abdankung nötigten, worauf er nach Frankreich floh, wo ihm die französische Regierung Limoges als Aufenthaltsort zuwies. Sein Bruder Enrico Carlos O’Donnell, geboren 1780, starb 1830 in Madrid als Generalkapitän in Altkastilien.
Als Maria Christina 1833 zur Regierung gekommen war, wollte O’Donnell nach Spanien zurückkehren, starb jedoch unterwegs in Montpellier am 17. Mai 1834.
Aus seiner Ehe mit der Josefa Jorris y Casaviella entstammte der spätere General Leopoldo O’Donnell, der 1860 den Titel des Herzog von Tetuán verliehen bekam.
Dieser Artikel basiert auf einem gemeinfreien Text aus Meyers Konversations-Lexikon, 4. Auflage von 1888 bis 1890.
| Personendaten    | Personendaten                        |
| ---------------- | ------------------------------------ |
| NAME             | O’Donnell, Enrique José              |
| ALTERNATIVNAMEN  | O’Donnell, Joseph Heinrich (Meyers)  |
| KURZBESCHREIBUNG | Graf von Abispal, spanischer General |
| GEBURTSDATUM     | 1769                                 |
| GEBURTSORT       | Spanien                              |
| STERBEDATUM      | 17. Mai 1834                         |
| STERBEORT        | Montpellier                          |